# Федяковское кладбище
Нижегородское кладбище (часто употребляемое название — Федяковское кладбище) — кладбище, расположенное на территории Кстовского района Нижегородской области у села Федяково, напротив торгового центра «МЕГА». Данный некрополь считается городским муниципальным кладбищем Нижнего Новгорода и относится к юрисдикции Приокского района города.

## История и современность
Основано в конце 90-х годов XX века на месте бывших лесных и полевых угодий. Площадь — 50 гектаров.
На сегодняшний день кладбище действующее, то есть открыто для массовых захоронений и является крупнейшим из доступных для захоронений среди действующих некрополей Нижнего Новгорода. Нижегородское кладбище создано по европейскому образцу — на его территории запрещена установка оград. В действительности, однако, наблюдается следующая картина: межмогильные промежутки (дорожки) выполнены из литого бетона, а могилы огорожены невысокими оградками. Причём, в некоторых местах оградки появляются ещё до захоронения внутри них.
На территории кладбища действует деревянная православная церковь в честь иконы Божией Матери «Утоли моя печали». Первый камень в основание храма был заложен 30 октября 2016 года.

## Известные люди, похороненные на кладбище

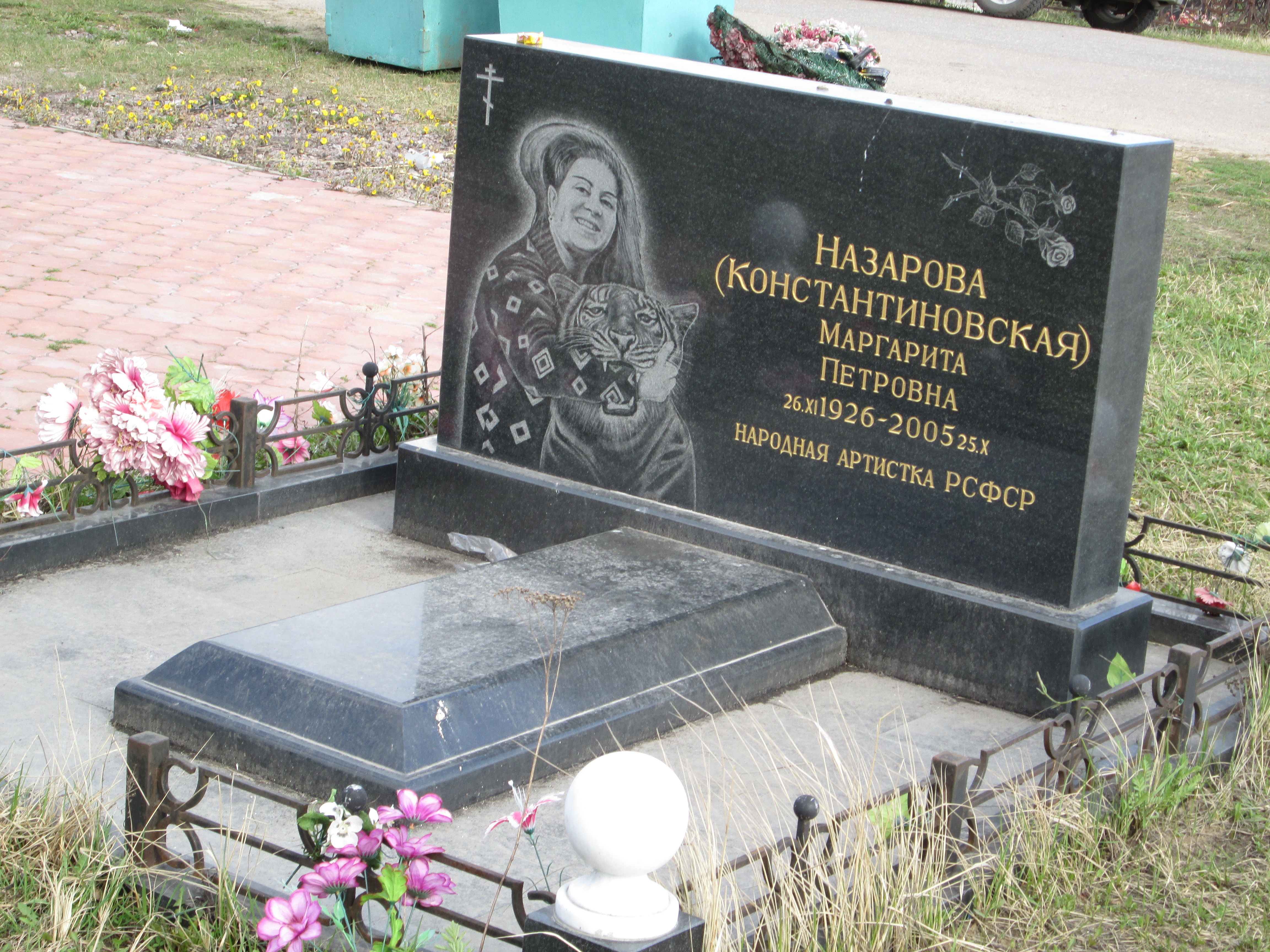
Могила Маргариты Назаровой

- Бубнов Юрий Николаевич — главный архитектор города Горького и Горьковской области (1962—1966), кандидат архитектуры, профессор, заслуженный архитектор РСФСР.
- Валкман Олег Владимирович (11.07.1968 — 13.02.2021) — российский актёр, наиболее известный по роли патологоанатома Бориса Селиванова в сериале «След».
- Галай Юрий Григорьевич — профессор, доктор юридических наук, кандидат исторических наук, писатель, полковник милиции, заслуженный работник высшей школы РФ.
- Кормилицин Дмитрий Павлович — заслуженный художник России, основатель художественного музея в городе Вичуга (Ивановская область).
- Лебедева Татьяна Михайловна — советская артистка балета, заслуженная артистка РСФСР.
- Назарова Маргарита Петровна — народная артистка РСФСР, артистка цирка и кино, сыгравшая главную роль в фильме «Полосатый рейс». Первая в мире женщина — укротительница тигров[3][4][5].
- Нахамкес Лев Семёнович — ветеран Великой Отечественной войны, общественный деятель, писатель, председатель Нижегородского Совета ветеранов воздушно-десантных войск.
- Черников Олег Леонидович — шахматист, гроссмейстер, чемпион мира среди ветеранов 2000 г.
- Щуров Александр Фёдорович — заслуженный деятель науки РФ, профессор кафедры физического материаловедения Нижегородского государственного университета им. Н. И. Лобачевского, доктор технических наук[6].